# ニンテンドーシステムズ
ニンテンドーシステムズ株式会社（英: Nintendo Systems Co., Ltd.）は、任天堂が展開するビジネスのデジタル部分に関するシステムの開発及び運用を行う日本の企業。任天堂とディー・エヌ・エーの合弁会社。

## 概要
任天堂とディー・エヌ・エーは2015年に業務・資本提携を締結し、任天堂のアカウントサービス「ニンテンドーアカウント」やスマートデバイス向けゲームアプリの共同開発・運用を行っている。ニンテンドーシステムズは、そのノウハウを活かしパートナーシップを強化する目的で2023年4月3日に設立された。
本社所在地は東京都渋谷区で、京都府京都市の任天堂本社開発棟内に「京都開発室」を設置している。

## 沿革
- 2022年
  - 11月8日 - 任天堂取締役会において、任天堂とディー・エヌ・エーの合弁会社を設立することを決議[2]。
- 2023年
  - 4月3日 - ニンテンドーシステムズ株式会社設立。代表取締役社長は佐々木哲也[4]。